# ラジオスケッチ
ラジオスケッチは、1951年12月25日から1969年4月12日まで、ラジオ東京 → TBSラジオで放送された、録音構成によるドキュメンタリー番組。全5527回。

## 概要
人物や風景などを音によって描き出すという趣旨の番組で、当時のラジオ東京のアナウンサーたちが番組を進行していた。

## 再放送
2019年から始まったTBSラジオの日曜未明（土曜深夜）の「ラジオアーカイブ」内で定期的に放送されている。また、2023年より始まった金曜昼ワイド『金曜ワイドラジオTOKYO えんがわ』内「ラジオTOKYO リメイク」でも随時放送されている。